# Georges Welbes
Georges Welbes (ur. 11 czerwca 1944 w Luksemburgu) – luksemburski pływak, uczestnik Letnich Igrzysk 1964 w Tokio.
Wystartował w konkurencji 100 metrów stylem dowolnym podczas igrzysk olimpijskich w 1964 roku. W swoim wyścigu eliminacyjnym zajął 6. miejsce z czasem 58,6, który nie dał mu awansu.